# Derobrachus geminatus
Derobrachus geminatus es una especie de escarabajo longicornio del género Derobrachus, tribu Prionini, subfamilia Prioninae. Fue descrita científicamente por LeConte en 1853.

## Descripción
Mide 34-67 milímetros de longitud.

## Distribución
Se distribuye por México y Estados Unidos.